# Margery Corbett Ashby
Margery Irene Corbett Ashby (19 de abril de 1882, Danehill, Sussex Oriental – 15 de mayo de 1981, Horsted Keynes, Sussex) fue una sufragista, política liberal, feminista e internacionalista británica.

## Biografía
Margery nació en Danehill, Sussex Oriental, hija de Charles Corbett, un barrister miembro del parlamento por el Partido Liberal, y Marie Corbett, una feminista liberal y concejal en Uckfield. Marger recibió su educación en el hogar. Su institutriz alemana fue la erudita Lina Eckenstein. Eckenstein se convirtió en su amiga y la asistió con su trabajo.
Aunque aprobó su examen sobre Estudios clásicos en el Newnham College, la Universidad de Cambridge rechazó la posibilidad de graduarla debido a su condición de mujer. Se casó con el abogado Brian Ashby en 1910. Su único hijo, Michael Ashby (1914-2004), fue un neurólogo que testificó en el juicio de 1957 contra el asesino serial John Bodkin Adams.

## Carrera política
Con su hermana Cicely y otros amigos, fundó "Younger Suffragists" en 1901. Fue designada Secretaria de la National Union of Women's Suffrage Societies en 1907. Fue presidente de la Alianza Internacional de Mujeres de 1923 a 1946. Recibió un título honorífico en el Mount Holyoke College en 1937, en reconocimiento de su trabajo a nivel internacional. En 1942 viajó a Suecia en una misión de propaganda gubernamental.
Ashby también participaba en el Partido Liberal y protagonizó elecciones poco felices para ese partido en los años 1918, 1922 y 1923, 1924, 1929, y 1935 y 1937. Finalmente se mantuvo como libera independiente con el apoyo de Radical Action en las elecciones de 1944.

## Archivos
Los archivos de Margery Corbett Ashby están depositados en la Biblioteca de las mujeres en la Escuela de Economía y Ciencia Política de Londres.